# Матвіїха (Уманський район)
Матві́їха — село в Україні, у Монастирищенській міській громаді Уманського району Черкаської області. Розташоване за 9 км на схід від міста Монастирище. Населення становить 414 осіб. 

## Сучасність
В село їздять автобуси з м. Монастирище: Монастирище — Матвіїха і Монастирище — Теолин. В Матвіїсі є магазин, ставок, школа-дитсадок, парк з пам'ятником воїнам-односельцям.

## Галерея

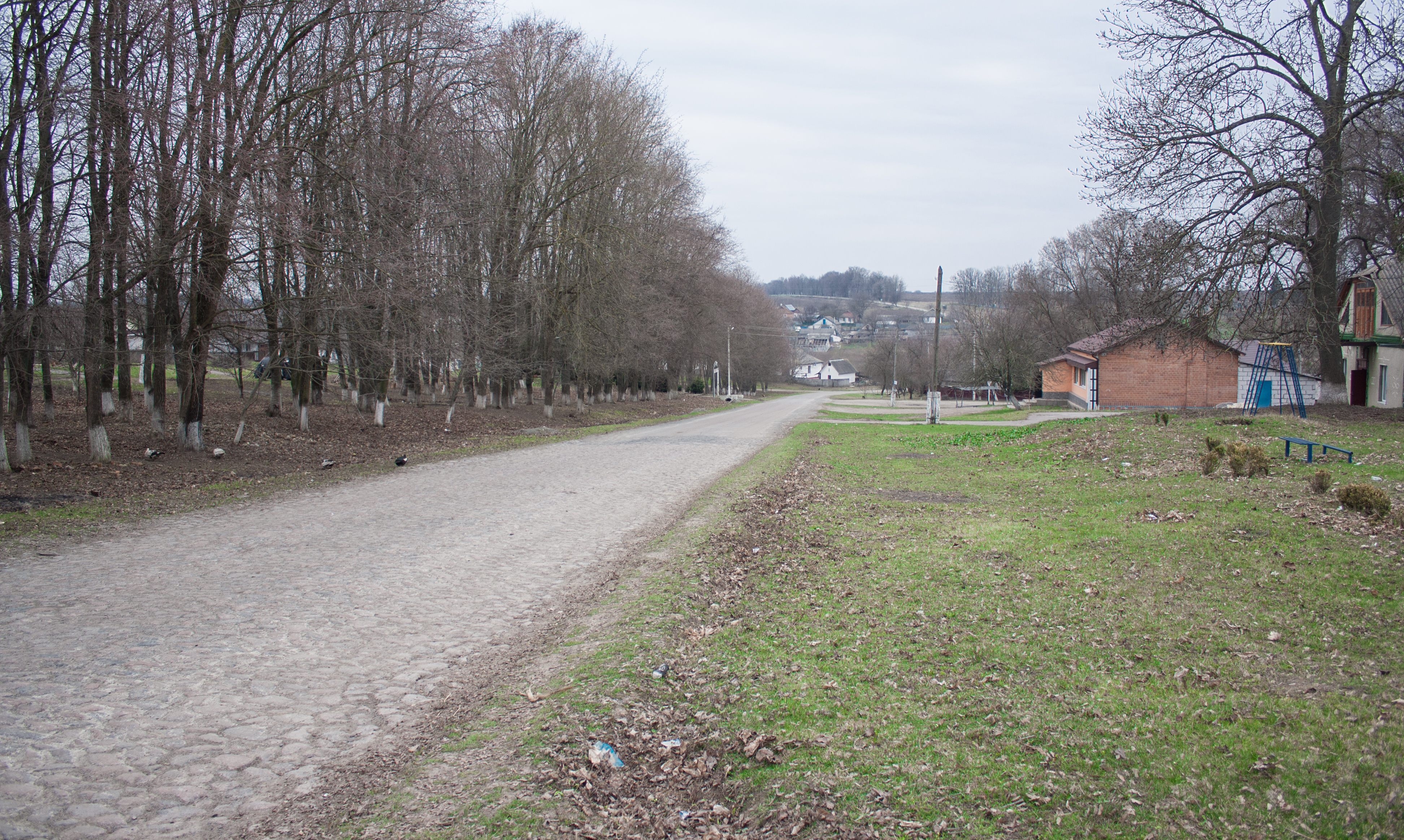
Вулиця Центральна
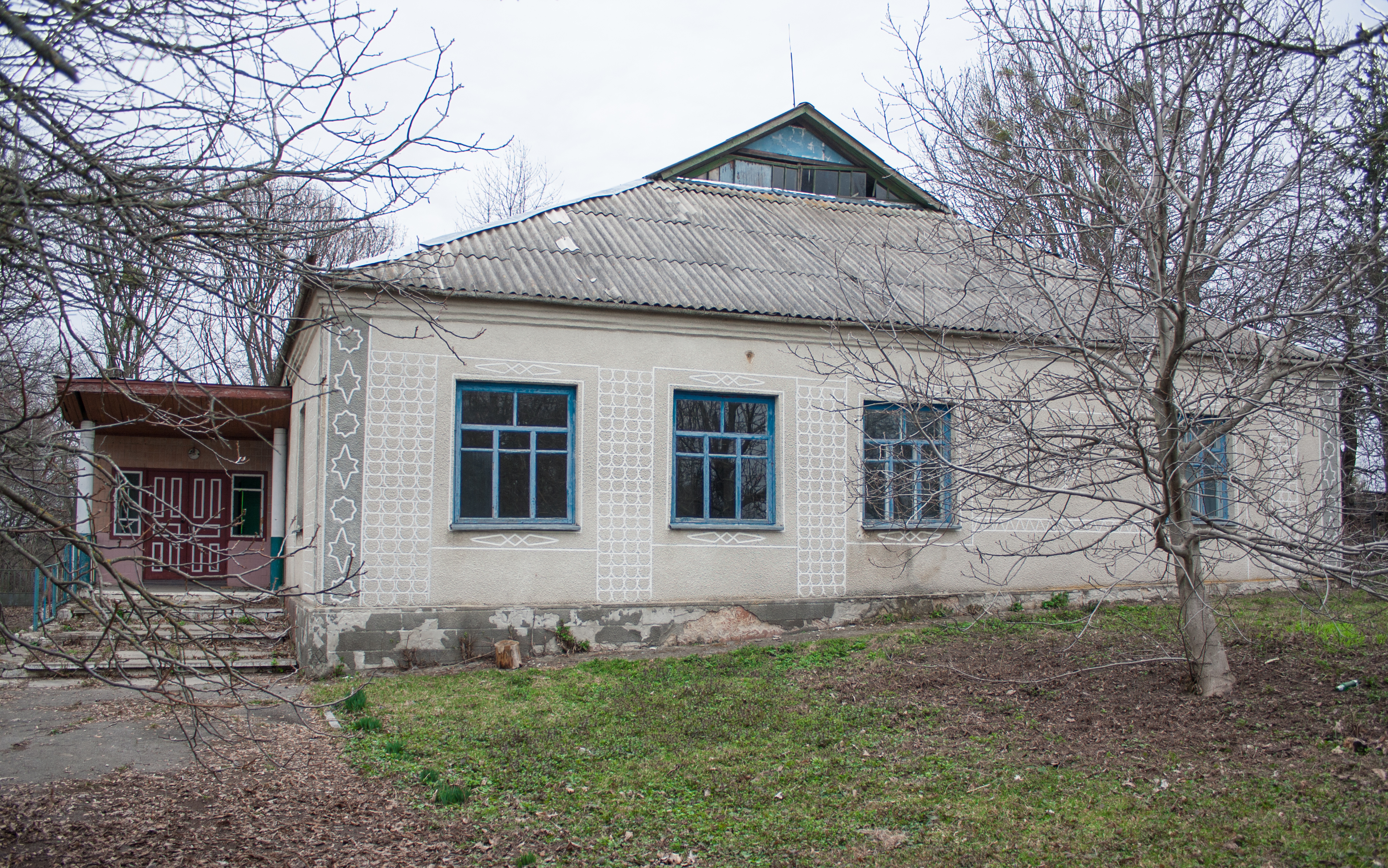
Дитсадок
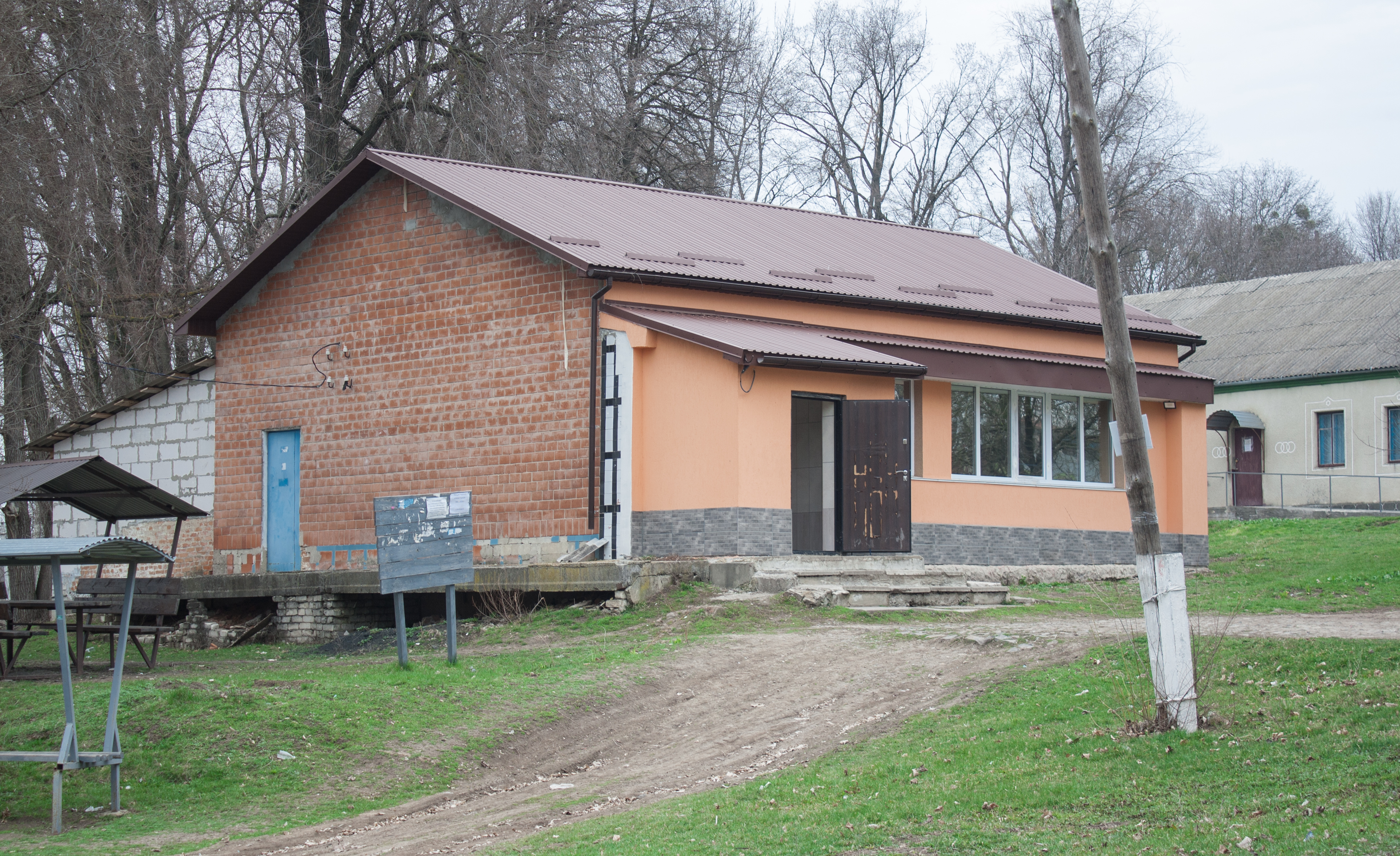
Магазин
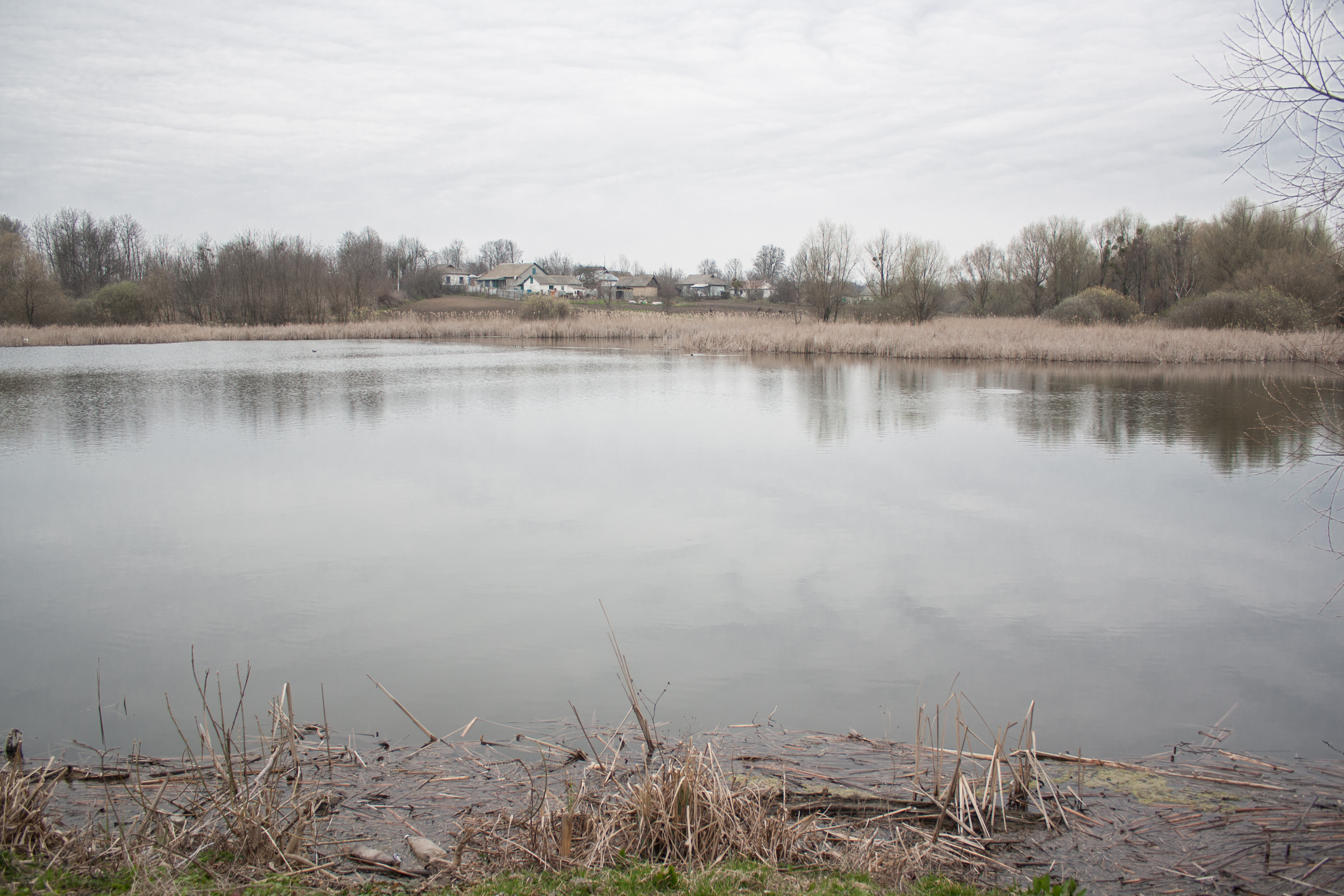
Ставок
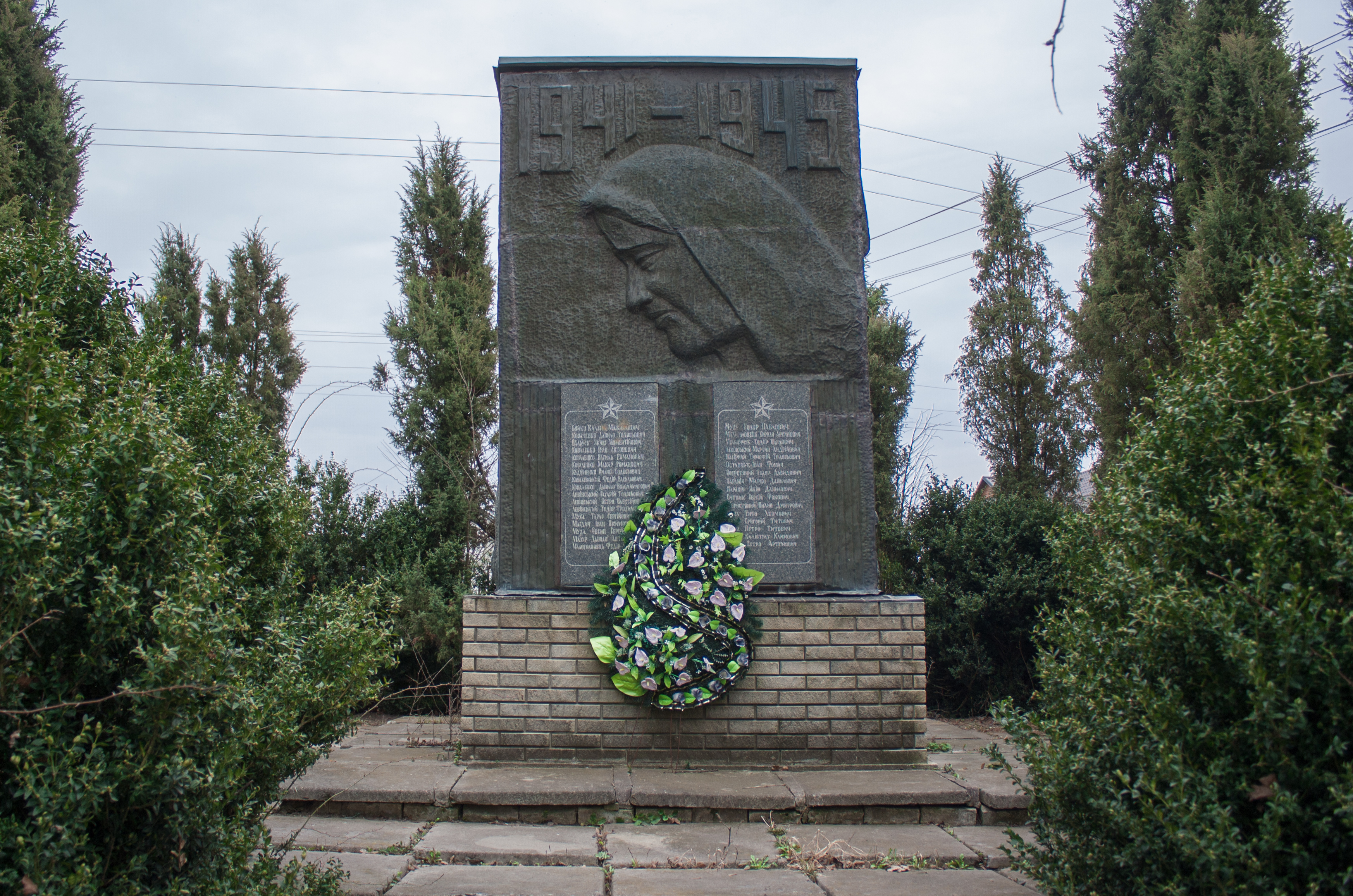
Пам’ятник воїнам-односельцям